# عامود سينكليس
عمود روماني بارتفاع يزيد على أربعة أمتار، حمل اسماً غريباً، وكان من الأهمية بمكان أن أعطى اسمه للحي الذي وضع فيه فعرف بحي «العمود» أو حي «عمود سنكليس». عندما تم فتح سكة القطار تمت إزالة ما تبقى من المزار، ونقل عمود من اعمدته إلى إحدى الساحات.قبل ان تقوم محافظة اللاذقية بوضعه باحدى الحدائق على أحد تقاطعات الكورنيش الجنوبي.

## سبب التسمية
```
التسمية محورة عن اسم لقديس مسيحي عاش في «اللاذقية» هو «سانت ألكسي» وقد حور أبناء «اللاذقية» اللفظ في كلمة واحدة.
[
2
]
 سنكليس كتعريب لـ Saint Alexi في الفرنسية.
```

ويكمن وراء ارتباط القديس ألكسي بالعامود في اللاذقية حكاية فريدة، إذ كان الشاب ألكسي المولود في روما في نهاية القرن الرابع الميلادي في روما ابن أبرز أعضاء مجلس الشيوخ في روما وتلقى تعليما عاليا في صباه. ظهر له القديس بولس في رؤيا وطلب منه الاستجابة لأمر الرب، لكن أراد والدا القديس تزويجه بدلا من ذلك. قبل الشاب ألكسي اتمام مراسم الزواج، لكنه سافر في الليلة نفسها بحرا إلى اللاذقية إتماما للرؤية، حيث سكن فيها سنينا طويلة في مغارة تعرف محليا باسم عين السنكليس، وذلك بسبب تفجر الماء فيها بشكل عجائبي. قام أهل المدينة ببناء مقام قرب المغارة تخليدا لذكرى القديس ألكسي، لكن لم يبق من أثار الموقع إلا العامود الذي نقله مجلس محافظة اللاذقية إلى موضعه الحالي عند بناء سكة حديد اللاذقية. كما غاضت مياه عين السنكليس نتيجة الإهمال في سبيعينيات القرن العشرين، وقد كان الناس يقصدون هذه العين في العصور القديمة للتبرك.